# Декстерити (остров)

Остров Декстерити (на английски: Dexterity Island) е 87-ият по големина остров в Канадския арктичен архипелаг. Площта му е 135 км2, която му отрежда 139-о място сред островите на Канада. Административно принадлежи към канадската територия Нунавут. Необитаем.
Островът се намира край източното крайбрежие на Бафинова земя. На изток и юг островът е обграден от територията на Бафинова земя, брегът на която на изток е на 2,3 км и на едва 1,2 км на юг. На югозапад, на 3,7 км се намира по-големия остров Адамс, а на 7,3 км на запад и северозапад е по-малкия остров Бергенсен. На север е обширното водно пространство на Бафиновия залив.
Бреговата линия с дължина 43 км е много слабо разчленена. Островът има почти кръгла форма с дължина и ширина около 14 км.
Целият остров е с планински, труднодостъпен релеф, с остри хребети, достигащи височина до 894 м. Бреговете, с много малки изключения са стръмни, в повечето случаи отвесни. Около 30% от острова е покрит с ледник, от който по долините се спускат ледникови езици, които на север и североизток достигат до крайбрежието.
Островът е открит вероятно от английския морски офицер Едуард Огъстъс Инглфилд през есента на 1852 г., когато същия картира голяма част от източните брегове на Бафинова земя.
|  | Тази страница частично или изцяло представлява превод на страницата Dexterity Island в Уикипедия на английски. Оригиналният текст, както и този превод, са защитени от Лиценза „Криейтив Комънс – Признание – Споделяне на споделеното“, а за съдържание, създадено преди юни 2009 година – от Лиценза за свободна документация на ГНУ. Прегледайте историята на редакциите на оригиналната страница, както и на преводната страница, за да видите списъка на съавторите. ВАЖНО: Този шаблон се отнася единствено до авторските права върху съдържанието на статията. Добавянето му не отменя изискването да се посочват конкретни източници на твърденията, които да бъдат благонадеждни. |